# Arnasco
Arnasco (Arnascu en langue ligurienne) est une commune italienne de la province de Savone, dans la région Ligurie.

## Administration
| Période                                  | Période | Identité | Étiquette | Qualité |
| ---------------------------------------- | ------- | -------- | --------- | ------- |
|                                          |         |          |           |         |
| Les données manquantes sont à compléter. |         |          |           |         |

### Communes limitrophes
Albenga, Castelbianco, Cisano sul Neva, Ortovero, Vendone, Zuccarello.

## Jumelages
- Brading (Royaume-Uni) ;
- Río Cauto (Cuba).